# Episodi di Yamishibai (nona stagione)
La nona stagione dell'anime Theatre of Darkness: Yamishibai, composta da 13 episodi più uno speciale, è andata in onda su TV Tokyo dall'11 luglio al 3 ottobre 2021.

## Lista episodi
| Nº                | Titolo italiano Giapponese 「Kanji」 - Rōmaji                       | In onda           | In onda |
| Nº                | Titolo italiano Giapponese 「Kanji」 - Rōmaji                       | Giapponese        |         |
| 1                 | Il matrimonio del ratto 「鼠嫁ぎ」 - Nezumi totsugi                 | 11 luglio 2021    |         |
| 2                 | L'uomo nella gabbia dei conigli 「兎小屋の男」 - Usagigoya no otoko | 18 luglio 2021    |         |
| 3                 | La 44ª pecora 「44匹目の羊」 - 44 Hikime no hitsuji                 | 25 luglio 2021    |         |
| 4                 | Il cane fedele 「忠犬」 - Chūken                                    | 1 agosto 2021     |         |
| 5                 | La tigre di cartapesta 「張子の虎」 - Hariko no tora                | 8 agosto 2021     |         |
| Episodio Speciale | Il vecchio pozzo 「古井戸」 - Furuido                               | 13 agosto 2021    |         |
| 6                 | Lo spirito del bue 「精霊牛」 - Seirei ushi                         | 15 agosto 2021    |         |
| 7                 | Signor Gallo 「ニワトリ君」 - Niwatori-kun                          | 22 agosto 2021    |         |
| 8                 | Il cavalluccio a dondolo 「木馬」 - Mokuba                          | 29 agosto 2021    |         |
| 9                 | La festa del serpente 「祝蛇」 - Iwai hebi                          | 5 settembre 2021  |         |
| 10                | Stufato di cinghiale 「猪鍋」 - Inoshishi nabe                      | 12 settembre 2021 |         |
| 11                | Il palazzo del drago 「竜宮」 - Ryūgū                               | 19 settembre 2021 |         |
| 12                | La preghiera della scimmia 「猿合わせ」 - Saru awase                | 26 settembre 2021 |         |
| 13                | L'anno del gatto 「猫年」 - Neko toshi                              | 3 ottobre 2021    |         |